# Michel Piens
M.B. (Michel) Piens (Antwerpen, december 1945) is een voormalig Belgisch shorttrackschaatser, langebaanschaatser en trainer/coach. In de shorttrack was hij zevenvoudig Belgisch kampioen, trainer van de Belgische nationale ploeg en gedurende het seizoen 1979/1980 nationaal trainer bij de Koninklijke Nederlandsche Schaatsenrijders Bond. Op de lange baan was hij in eigen land een vedette, maar internationaal kon hij geen potten breken.

## Schaatscarrière
Piens heeft de schaatssport van zijn ouders, die hun baantjes op het kunstijs van het Antwerps sportpaleis trokken. Terwijl zij meer belangstelling voor het kunstrijden hadden, richtte hij zich op de wedstrijdsport. In 1960 sloot hij zich aan bij de plaatselijke Olympia Antwerp Club.

### Langebaanschaatsen
In maart 1961 nam hij deel aan zijn eerste wedstrijd over 500 meter die hij won.
In 1962 introduceerde hij gewichttraining in het Belgisch-Nederlands hardrijden alsook de specifieke conditietraining voor het hardrijden in België. Hij had de steun van Dr. Frans Van den Bossche (hoofd topsport Bloso), waardoor hij regelmatig gegevens ontving van Amerikaanse universiteiten in verband met trainingswetenschappen. Dr. Walter Luyten uit Antwerpen heeft hem geïntroduceerd in de toenmalige Vlaamse vereniging Specialisten Sportgeneeskunde, welke nadien samengegaan is met de Vlaamse Vereniging voor Sportgeneeskunde en Sportwetenschappen.
Op landelijk niveau was hij succesvol. In 1968 was hij inmiddels vijf jaar achtereen Belgisch kampioen op de langebaan. Zijn schaatsprestaties, evenals die van Ria Rombauts, bleken een gunstig invloed te hebben op de belangstelling voor de langebaansport in België. Zo gingen er plannen op voor de bouw van een kunstijsbaan in Tielt.
Piens werd gekwalificeerd voor de Olympische Winterspelen in Grenoble, maar hij was zich terdege bewust van het niveauverschil met de internationale top en bedankte ervoor. Desalniettemin ware de mogelijkheden voor de Belgische schaatsers in die tijd aanzienlijk gegroeid. Zo maakte Piens deel uit van een select groepje hardrijders die financieel gesteund werd door de Belgische ministerie van sport: Zijn onkosten werden geheel vergoed en zijn reguliere salaris (in het dagelijkse leven was hij politieagent) werd doorbetaald.
De fysieke faciliteiten in het land waren destijds echter ondermaats. België had slechts kleine ijsbanen die alleen geschikt waren voor kunstrijden of ijshockey, en Piens zag zich genoodzaakt om voor zijn voorbereiding op het seizoen van het langebaanschaatsen uit te wijken naar de 400 meter lange kunstijsbanen in Nederland. Hij trainde aanvankelijk in Eindhoven en soms in Heerenveen. In 1973 had hij een trainingskamp op het kunstijs van het Deventer IJsselstadion, onder de hoede van de Deventer IJsclub en kunstijsbaandirecteur Piet Bergström.

### Snelschaatsen ofwel shorttrack
Met Richard Lecomte en David Davids vormde Piens in 1976 de Belgische trio waarmee hij tijdens het eerste wereldkampioenschap shorttrack brons won in de disciplines 3.000 en 5000 meter aflossing.
Piens stichtte drie Belgische snelschaatsclubs: Turnhout Tornado's (Turnhout), Die Swaene Snelschaatsclub (Heist op de Berg) en Ice Racing Team Antarctica (Wilrijk, sinds 2021 met  Antwerpse Kunstschaatsclub Ruggeveld gefuseerd tot Ice Diamonds Antwerp).
Hij was gedurende een aantal jaren trainer van de Belgische nationale shorttrackploeg. In 1979/1980 was hij trainer/bondscoach van de Nederlandse nationale shorttrackploeg (KNSB).

## Records

### Persoonlijke records
| Afstand | Tijd    | Datum | Baan |
| ------- | ------- | ----- | ---- |
| 500 m   | 41.3    |       |      |
| 1.000 m | 1:26.21 |       |      |
| 1.500 m | 2:10.80 |       |      |
| 3.000 m | 4:41.60 |       |      |
| 5.000 m | 8:08.60 |       |      |

| Afstand | Tijd    | Datum | Baan |
| ------- | ------- | ----- | ---- |
| 500 m   | 48.50   |       |      |
| 1.500 m | 2:29.80 |       |      |
| 3.000 m | 5:20.70 |       |      |
| 5.000 m | 9:37.30 |       |      |

### Baanrecords
Piens brak het baanrecord van Berlijn, op naam van Erhard Keller, over 1.000 m in 1:33.3 min , op een baan van 200 m. Hij brak voorts het baanrecord van Bazel, op naam van Hansruedi Widmer, over 500 m in 42.5 s, op een baan van 250 m.

## Bestuursfuncties
Piens was na zijn actieve sportcarrière adjunct secretaris-generaal van de Koninklijke Belgische Snelschaatsfederatie en penningmeester van het Koninklijk Belgisch IJssportenverbond.

## Erkenning
- Piens ontving tweemaal de Belgische Bronzen Medaille voor Sportverdienste.[bron?]